# Pion (particule)
Pour les articles homonymes, voir Pion.
Un pion ou méson pi est une des trois particules : π0, π+ ou π−. Ce sont les particules les plus légères de la famille des mésons.
Elles jouent un rôle important dans l'explication des propriétés à basse énergie de la force nucléaire forte ; notamment, la cohésion du noyau atomique est assurée par l'échange de pions entre les nucléons (protons et neutrons).

## Nom et notation
Le substantif masculin pion (prononcé [pjɔ̃] en français standard) est composé de pi, transcription de la lettre grecque π, et de -on, tiré de électron.
Le symbole du pion est la lettre π (« pi ») de l'alphabet grec, en référence à l'initiale de « pseudo(-)scalaire ».

## Caractéristiques
Les pions ont un spin égal à 0. Comme leur nom l'indique, les pions π+, π− et π0 ont une charge électrique respectivement égale à 1, −1 et 0.
Les pions sont des mésons, c'est-à-dire des hadrons constitués d'une paire quark-antiquark. Ils sont tous trois composés de quarks de la première génération (quark ou antiquark up et down). Ainsi, les pions π+ et π– sont chargés car ils sont composés d'un quark et d'un antiquark de saveurs différentes — à savoir : d'un quark haut et d'un antiquark bas pour le pion positif π+ ; et d'un antiquark haut et d'un quark bas pour le pion négatif π– — alors que le pion π0 est neutre car il est composé d'un quark et d'un antiquark de même saveur ou, plus précisément, de l'état superposé up/antiup et down/antidown (puisque ces deux combinaisons possèdent un nombre quantique identique).
Les trois pions sont des mésons pseudo(-)scalaires,.
Les pions sont les plus légers des mésons. Les deux pions chargés π+ et π− ont une masse de 139,570 1 ± 0,0003 MeV/c² ; et le pion neutre π0 a une masse de 134,976 6 ± 0,0006 MeV/c2.
De fait, le pion neutre π0 est sa propre antiparticule,,,, ; et les deux pions chargés π+ et π– composent une paire particule-antiparticule, : le pion négatif π− est l'antiparticule du pion positif π+,, et inversement.

## Description théorique
L'interaction liant les nucléons entre eux ne correspond pas directement à l'interaction forte, elle en est une conséquence : les nucléons n'ayant pas de charge de couleur, ils n'interagissent pas par échange de gluons mais par échange de pions. Cette interaction peut changer la nature des nucléons selon qu'elle implique un pion neutre ou chargé : un neutron ou proton émettant un π0 garde sa nature, mais un neutron émettant un π− ou un proton émettant un π+ donnent respectivement un proton et un neutron. La théorie quantique des champs effective décrivant l'interaction entre pions et nucléons est appelé l'interaction de Yukawa.
Les pions ayant un spin égal à 0, leur dynamique est décrite par l'équation de Klein-Gordon.

## Désintégration

### Pions chargés
Les pions chargés ont une durée de vie de 2,6033 ± 0,0050 x 10-8 s. Ils se désintègrent dans 99,98770 ± 0,00004 % des cas en un (anti)muon et un neutrino muonique via l'interaction faible :
- {\displaystyle \pi ^{+}\rightarrow \mu ^{+}+\nu _{\mu }}
- {\displaystyle \pi ^{-}\rightarrow \mu ^{-}+{\overline {\nu _{\mu }}}}

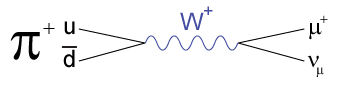
Désintégration d'un π^{+} en muon et neutrino muonique par l'intermédiaire d'un boson W^{+}

Dans 0,0123 % des cas, la désintégration (toujours via l'interaction faible) donne un électron (positron) et un neutrino électronique (antineutrino électronique) :
- {\displaystyle \pi ^{+}\rightarrow e^{+}+\nu _{e}}
- {\displaystyle \pi ^{-}\rightarrow e^{-}+{\overline {\nu _{e}}}}

### Pion neutre
Le π0 a une masse légèrement plus inférieure à celle des pions chargés (134,976 8 ± 0,000 5 MeV/c²) et une durée de vie beaucoup plus courte de 8,4 ± 0,6 × 10−17 s. Au terme de cette durée, le π0 se désintègre par interaction électromagnétique. La désintégration la plus courante (98,823 % des cas) donne deux photons gamma :
- {\displaystyle \pi ^{0}\rightarrow 2\gamma }

Dans 1,174 ± 0,035 % des cas, les produits de la désintégration sont un photon gamma et une paire électron-positron :
- {\displaystyle \pi ^{0}\rightarrow \gamma +e^{-}+e^{+}}

## Historique

### Prédiction et découverte

#### Pions chargés
Les travaux théoriques de Hideki Yukawa en 1935 avaient prédit l'existence des mésons comme particules porteuses de l'interaction nucléaire forte. D'après la portée de l'interaction (déduite du rayon du noyau de l'atome), Yukawa prédit l'existence d'une particule ayant une masse d'environ 100 MeV. Après sa découverte en 1936, on a pensé que le muon était cette particule puisqu'il avait une masse de 106 MeV. Cependant, les expériences qui suivirent montrèrent que le muon ne participait pas à l'interaction forte.
En 1947, Cecil Powell, César Lattes et Giuseppe Occhialini de l'université de Bristol découvrent les premiers mésons : les pions π+ et π−. Pour ce faire, Cecil Powell a envoyé des ballons à très haute altitude possédant des pellicules recouvertes d'une émulsion spécialement développée pour ce type d'expérience ; après avoir récupéré les pellicules, leur inspection a révélé la présence de traces de particules chargées, les pions.
Un an plus tard, Cesar Lattes et Eugene Gardner découvrent à Berkeley la production de pions artificiels en bombardant des atomes de carbone avec des particules alpha.
Hideki Yukawa est récompensé en 1949 du prix Nobel de physique pour sa prédiction de l'existence des mésons d'après un travail théorique sur les interactions nucléaires, et Cecil Powell en 1950 pour son développement de la méthode photographique d'étude des mécanismes nucléaires et sa découverte des mésons grâce à cette méthode.

#### Pion neutre
Le π0 a été découvert en 1950 au cyclotron de Berkeley grâce aux produits de sa désintégration. En effet, étant électriquement neutre, il ne laisse pas de trace sur une émulsion et n'a donc pas pu être observé directement ; ce sont les photons gamma et paires électron-positron qu'il donne qui ont permis de déduire son existence.

### Avancées et conséquences relatives aux mésons pi
- Le méson pi joue un rôle en cosmologie puisqu'il entre en compte dans le calcul de la limite GZK. Cette limite concerne l'énergie maximale des rayons cosmiques que l'on pourrait observer sur Terre : à partir d'une énergie de l'ordre de 1020 eV, le rayon cosmique interagit avec les photons du rayonnement fossile, produisant entre autres des pions[27] selon une des deux équations :

{\displaystyle \gamma +p\rightarrow \Delta ^{+}\rightarrow p+\pi ^{0}}
{\displaystyle \gamma +p\rightarrow \Delta ^{+}\rightarrow n+\pi ^{+}}, où {\displaystyle \gamma } est un photon du rayonnement fossile et le premier {\displaystyle p} est un proton qui constitue le rayon cosmique.
- Dans le cadre de la chromodynamique quantique (théorie quantique des champs décrivant l'interaction nucléaire forte), le pion est un quasi-boson de Goldstone associé à la brisure spontanée de symétrie chirale[28]. Le théorème de Goldstone prédit que pour chaque brisure spontanée de symétrie, un boson sans masse devrait apparaître, les pions devraient donc avoir une masse nulle. Cependant, il a été observé expérimentalement que les pions avaient une masse. En fait, dans le cadre d'une symétrie locale, le boson de Goldstone est en quelque sorte absorbé par le boson de jauge, et acquiert ainsi une masse[29].

- Les pions ont des applications en médecine par exemple en radiothérapie : le laboratoire national de Los Alamos a traité deux-cent-vingt-huit patients entre 1974 et 1981 par des mésons π−[30] et l'université de la Colombie-Britannique à Vancouver possède un cyclotron pour ce type de traitement[31].